# 一太郎
一太郎是由JustSystems販售的日文文字处理軟體，是該公司的主要產品。同時也是該公司的註冊商標。
一太郎在日本的市场占有量仅次于微软公司的Microsoft Word。它所保存的文件后缀为".JTD"。一太郎与同在该公司旗下的ATOK日文输入法捆绑销售。

## 历史
- 1983年，Justsystems为PC-100开发出日语文字处理系统JP-WORD。
- 1984年，Justsystems为IBM JX开发出日语文字处理系统jX-WORD。
- 1985年，Justsystems为PC-9801开发出jX-WORD太郎（jX-WORD Taro）。